# Dyaul
Dyaul é uma ilha da Papua-Nova Guiné, na província de Nova Irlanda. Tem 100 km2 de área. Há basicamente sete aldeias, e duas línguas (sem contar o Tok Pisin): tigak e tiang. A língua tigak é falada na parte ocidental em duas aldeias, e a língua tiang no resto da ilha.